# Lill-Råtjärnet
Lill-Råtjärnet är en sjö i Sunne kommun i Värmland och ingår i Göta älvs huvudavrinningsområde.